# Àlgebra de Weyl
Sigui {\displaystyle (R,\Delta )} un anell diferencial parcial amb derivades de commutació {\displaystyle \Delta =\lbrace \partial _{1},\ldots ,\partial _{m}\rbrace }. L'àlgebra de Weyl associada a {\displaystyle (R,\Delta )} és l'anell no commutatiu {\displaystyle R[\partial _{1},\ldots ,\partial _{m}]} satisfent les relacions {\displaystyle \partial _{i}r=r\partial _{i}+\partial _{i}(r)} per a tot {\displaystyle r\in R}.
Aquest article se centra en el cas especial en què {\displaystyle R=F[x_{1},\ldots ,x_{n}]} i {\displaystyle \Delta =\lbrace \partial _{x_{1}},\ldots ,\partial _{x_{n}}\rbrace } on {\displaystyle F} és un camp que, en algunes referències, s'anomena "l'àlgebra de Weyl". En àlgebra abstracta, l'àlgebra de Weyl és l'anell d'operadors diferencials amb coeficients polinomials (en una variable), és a dir, expressions de la forma
{\displaystyle f_{m}(X)\partial _{X}^{m}+f_{m-1}(X)\partial _{X}^{m-1}+\cdots +f_{1}(X)\partial _{X}+f_{0}(X).}
Més precisament, sigui F el camp subjacent, i sigui F [ X ] l'anell de polinomis d'una variable, X, amb coeficients en F. Aleshores, cada fi es troba a F [X], ∂ X és la derivada respecte a X, i l'àlgebra és generada per X i ∂X.
L'àlgebra de Weyl és un exemple d'un anell simple que no és un anell de matriu sobre un anell de divisió. També és un exemple no commutatiu d'un domini i un exemple d'extensió Ore.
L'àlgebra de Weyl és isomòrfica al quocient de l'àlgebra lliure de dos generadors, X i Y, per l'ideal generat per l'element
{\displaystyle YX-XY=1~.}
L'àlgebra de Weyl és la primera d'una família infinita d'àlgebres, també conegudes com àlgebres de Weyl. L'àlgebra de Weyl n, An, és l'anell d'operadors diferencials amb coeficients polinomials en n variables. Es genera per Xi i ∂Xi, i = 1, ..., n i = 1, ..., n.
Les àlgebres de Weyl reben el nom d'Hermann Weyl, que les va introduir per estudiar el principi d'incertesa de Heisenberg en mecànica quàntica. És un quocient de l'àlgebra d'envoltant universal de l'àlgebra de Heisenberg, l'àlgebra de Lie del grup de Heisenberg, posant l'element central de l'àlgebra de Heisenberg (és a dir, [X,Y]) igual a la unitat de l'àlgebra d'envoltant universal (anomenada 1 anterior).
L'àlgebra de Weyl també es coneix com àlgebra simplèctica de Clifford. Les àlgebres de Weyl representen per a les formes bilineals simplèctiques la mateixa estructura que les àlgebres de Clifford per a les formes bilineals simètriques no degenerades.

## Generadors i relacions
Es pot donar una construcció abstracta de les àlgebres A n en termes de generadors i relacions. Comenceu amb un espai vectorial abstracte V (de dimensió 2n) equipat amb una forma simplèctica ω. Definiu l'àlgebra de Weyl W(V) com a
{\displaystyle W(V):=T(V)/(\!(v\otimes u-u\otimes v-\omega (v,u),{\text{ for }}v,u\in V)\!),}
on T (V) és l'àlgebra tensor de V, i la notació {\displaystyle (\!()\!)} significa "l'ideal generat per".
En altres paraules, W(V) és l'àlgebra generada per V subjecta només a la relació vu − uv = ω(v, u). Aleshores, W(V) és isomorf a An mitjançant l'elecció d'una base de Darboux per ω.

### Quantització
L'àlgebra W(V) és una quantificació de l'àlgebra simètrica Sym(V). Si V està per sobre d'un camp de característica zero, aleshores W(V) és naturalment isomòrfica a l'espai vectorial subjacent de l'àlgebra simètrica Sym(V) equipada amb un producte deformat, anomenat producte de Groenewold- Moyal (considerant que l'àlgebra simètrica és funcions polinomials a V ∗, on les variables abasten l'espai vectorial V, i substituint iħ a la fórmula del producte de Moyal per 1).